# Jarmo Myllys
Temple de la renommée finlandais : 2009
Jarmo Myllys (né le 29 mai 1965 à Savonlinna en Finlande) est un joueur professionnel de hockey sur glace devenu entraîneur. Il évoluait en tant que gardien de but.

## Carrière
Il fut repêché par les North Stars du Minnesota au repêchage d'entrée dans la LNH 1987 en 9e ronde, 172e au total, du Lukko Rauma de la SM-liiga (il avait joué auparavant avec le SaPKo Savonlinna et Ilves Tampere).
En 1987, il reçoit le Kultainen kypärä en tant que meilleur joueur de la SM-liiga, titre décerné par ses pairs.
Il passa trois ans au sein de l'organisation des North Stars avant d'être choisi par les Sharks de San José au cours du repêchage d'expansion de la LNH 1991. Il disputera 27 matches pour les Sharks en 1991-1992.
Myllys retourne ensuite en en Europe, d'abord avec le KooKoo Kouvola et le Lukko Rauma (élu meilleur gardien du championnat de Finlande en 1994) puis pendand sept saisons au Luleå HF. En 1996, Luleå remporte le titre de champion de Suède pour la première fois de son histoire (et la seule jusqu'ici) après avoir battu Västra Frölunda et Myllys est élu meilleur gardien du championnat, mais le club échoue l'année suivante en finale contre Färjestad alors que Myllys est élu cette fois meilleur joueur. Il quitte Luleå en 2001 pour signer avec Espoo, puis joue au HV 71 et termine sa carrière au SaiPa Lappeenranta.
Myllys était le gardien numéro 1 de la Finlande au cours de leur légendaire Championnat du monde de 1995. Il a également gardé les buts de la Finlande lors de six autres championnats du monde entre 1987 et 2001 et a remporté une médaille d'argent aux Jeux olympiques d'hiver de 1988 à Calgary et une de bronze aux Jeux olympiques d'hiver de 1998 à Nagano.
Il est devenu entraîneur des gardiens de but. Il débute au SaiPa Lappeenranta en 2004.